# カニカピラ
カニカピラ（ハワイ語: Kanikapila）は、即興演奏によるセッションのハワイアンスタイルの音楽で、最も一般的にはビーチや家族の集まりで行われる。この言葉はハワイ語の「音」を意味する「kani」と、弦楽器を意味する「pila」から作られた。
過去数十年にわたって、カニカピラはウクレレを含むアコースティック楽器に重点を置いた、プレーヤーの感情を反映する自由な速度概念的なスタイルになった。その後この用語は、米国本土のミュージシャンの音楽にも使われるようになった。
カニカピラ・スタイルの音楽がポピュラー・カルチャーで注目を集めたのは、イズリアル・カマカヴィヴォオレが「虹の彼方に」と「この素晴らしき世界」ので2曲を合体させて、似て非なる、完全に新しい歌を作り出したことである。こうしたことも、カニカピラ・スタイルの音楽の一般的な要素である。
19世紀のキリスト教の牧師、ロレンツォ・ライオンズ（Lorenzo Lyons）によって書かれた歌「ハワイ・アロハ」でカニカピラのセッションを終了するのが一般的な習慣である。また、ハワイ公共ラジオ（Hawaii Public Radio）1では日曜日午後に、三時間に渡って「カニカピラで日曜を」（Kanikapila Sunday）という番組を放送している。

## 参照項目
- ハワイの音楽